# Benedictus Montan
Benedictus Montan, född Bengt Svensson i Ödsmåls församling i Bohuslän 13 maj 1705, död 14 januari 1785 i Knäred, Halland, var en svensk präst och ostindiefarare.
Bengt Svensson var bondson och växte upp under enkla förhållanden men fick möjlighet till högre studier. Efter studier i Uppsala och Lund prästvigdes han 1733 under namnet Benedictus Montan. Andra stavningar av namnet förekommer, men Montan är den stavning som används i egna dagböcker. 
Montan verkade som skeppspräst vid Svenska Ostindiska Companiet och gjorde två resor från Göteborg till Kanton, 1735 och 1737. Lönen och möjligheten att medföra varor lade grunden för det som med tiden skulle bli en stor förmögenhet. Efter hemkomsten gifte han sig 1739 med Rebecka Bosche i Göteborg. 1740 tillträdde Montan som kyrkoherde i Knäred, där han skulle bli verksam till sin död. 
Montans testamente från 1784 ligger till grund för Monthanska stiftelsen, som delar ut bidrag för studier till släktingar till Benedictus och Rebecka Montan.